# ITF Annenheim
Das ITF Annenheim ist ein Tennisturnier der ITF Women’s World Tennis Tour, das in Annenheim am Ossiacher See ausgetragen wird. Es ist Bestandteil der Turnierserie Carinthian Ladies Lake’s Trophy. Die weiteren Turniere der Serie werden in Pörtschach, Warmbad-Villach und Feld am See ausgetragen.

## Siegerliste

### Einzel
| Jahr | Kategorie | Siegerin         | Finalgegnerin         | Ergebnis |
| ---- | --------- | ---------------- | --------------------- | -------- |
| 2022 | W15       | Silvia Ambrosio  | Walerija Oljanowskaja | 6:1, 6:4 |
| 2022 | W25       | Laura Siegemund  | Lena Papadakis        | 6:3, 6:2 |
| 2023 | W25       | Jesika Malečková | Miriam Bulgaru        | 6:2, 6:0 |

### Doppel
| Jahr | Kategorie | Siegerinnen                     | Finalgegnerinnen                         | Ergebnis         |
| ---- | --------- | ------------------------------- | ---------------------------------------- | ---------------- |
| 2022 | W15       | Miharu Imanishi Kanako Morisaki | Sebastianna Scilipoti Ingrid Vojčináková | 6:2, 6:4         |
| 2022 | W25       | Jessie Aney Lena Papadakis      | Martha Matoula Arina Gabriela Vasilescu  | 1:6, 6:3, [11:9] |
| 2023 | W25       | Amarissa Tóth Anna Zyryanova    | Michaela Bayerlová Jenny Dürst           | 6:4, 2:6, [10:8] |

## Quelle
- ITF Homepage